# اوسانا شکویان
اوسانا شکویان (ارمنی: Օվսաննա Շեկոյան؛ انگلیسی: Ovsanna Shekoyan؛ زاده ۱۹۸۹) نقاش و کارگردان اهل ارمنستان است. وی از سال میلادی تاکنون مشغول فعالیت بوده‌است.

## زندگی‌نامه
وی در ۱۹۸۹ در ایروان به دنیا آمد و از آکادمی دولتی هنرهای زیبای ارمنستان فارغ‌التحصیل گشت. وی برنده جوایزی همچون جایزه رئیس‌جمهور جمهوری ارمنستان (جایزه پوغوسیان) شد.